# Цветан Пешев (писател)
Цветан Пешев е български писател и журналист. Пише в областта на детския разказ и детската приказка, автор е на новели и повести за възрастни, както и на хумористична проза.

## Биография и творчество
Роден е на 21 септември 1941 г. в село Бреница. Родителите му – Вълкана и Йордан Пешеви, са учители в село Глава, после в Крушовица, Оряховско, а от 1949 г. се установяват в град Кнежа, където той завършва началното, основното и средното си образование.
Единадесетгодишен изпраща първата си дописка до в. „Септемврийче“. На шестнадесет години вече е един от най-изявените дописници на околийския вестник „За богат урожай“. По това време публикува и първия си разказ „Как станах поет“ – в списание „Първи стъпки“, издание на литературно-творческия кръжок „Христо Ботев“. От есента на 1959 г., като войник в Стара Загора сътрудничи активно на военния печат и радио-уредбата на поделението.
Завършва Журналистика в Софийския държавен университет. По време на следването си активно сътрудничи на Радио София, вестниците „Септемврийче“ и „Студентска трибуна“, сп. „Дружинка“, „Пламъче“ и други.
През 1966 година публикува първата си книга – сборник с разкази за деца „Всеки си има песен“, под редакцията на Емилиян Станев.
През 1967 година започва работа като редактор в списание „Смяна“, а по-късно работи и в Агенция „София Прес“, БНР, издателство „Отечество“, издателска къща „Иван Вазов“ и в Дома на детската книга. Някои от творбите му са екранизирани – „Трите златни лъвчета“, „Саби и мечове“.
Член е на Съюза на българските журналисти, Съюза на българските писатели и филмовото сдружение „Филмаутор“. Има публикации във вестник „Стършел“. Носител на наградата „Чудомир“, 1999 година.
Негови творби са превеждани на полски и украински език.

## Награди и отличия
- През 1999 г. е удостоен с награда „Чудомир“.

## Памет
Неговото име носят:
- улица в село Локорско, София